# Arianna Huffington
Arianna Huffington, nata Stasinopoúlou (in greco Αριάννα Στασινοπούλου?, Ariánna Stasinopoúlou; Atene, 15 luglio 1950), è una giornalista e scrittrice greco-statunitense, fondatrice dell’Huffington Post, dal 2016 noto come HuffPost, uno dei blog più letti e influenti della società statunitense.

## Biografia
Figlia di Konstantinos e Georgiadi Stasinopoúlou, Arianna è nata ad Atene e ha studiato al Girton College dell'Università di Cambridge. Negli anni ottanta si trasferì a New York, dove intraprese la professione di scrittrice e giornalista, occupandosi soprattutto di politica.
Nel corso degli anni il suo schieramento politico è cambiato varie volte: all'inizio considerata una voce conservatrice di destra, nel 2003 si candidò alla carica di governatore contro il repubblicano Arnold Schwarzenegger, presentandosi alle elezioni in California come indipendente, per poi rivendicare la propria appartenenza al Partito Democratico nel 2008.
Nel 2005 Arianna Huffington ha fondato un giornale on-line, The Huffington Post, divenuto ben presto uno fra i più seguiti a livello mondiale. Nel 2016 lascia l'Huffington Post per creare Thrive Global, una charity finalizzata alla diffusione di salute e benessere.

## Vita privata
Dal 1986 al 1997 è stata sposata con l'imprenditore e politico repubblicano Michael Huffington, deputato alla Camera dei rappresentanti dal 1993 al 1995. Dal matrimonio sono nate due figlie: Christina Sophia e Isabella Diana. Poco dopo il divorzio dei due, Michael dichiarò ufficialmente la propria bisessualità e divenne un attivista per i diritti LGBT.

## Opere
- The Female Woman (1973) ISBN 0-7067-0098-8 (traduzione italiana: Arianna Stassinopoulos, La donna donna, Società Editrice Il Falco, 1982)
- After Reason (1978) ISBN 0-8128-2465-2
- Maria Callas: The Woman Behind the Legend (1981; 1993) ISBN 0-8154-1228-2
- The Gods of Greece (1993) ISBN 0-87113-554-X
- The Fourth Instinct (1994) ISBN 0-7432-6163-1
- Picasso: Creator and Destroyer (1996) ISBN 0-671-45446-3
- Greetings from the Lincoln Bedroom (1998) ISBN 0-517-39699-8
- How to Overthrow the Government (2000) ISBN 0-06-098831-2
- Pigs at the Trough (2003) ISBN 1-4000-4771-4
- Fanatics & Fools (2004) ISBN 1-4013-5213-8
- On Becoming Fearless...In Love, Work, and Life (2007) ISBN 0-316-16682-0
- Right is Wrong: How the Lunatic Fringe Hijacked America, Shredded the Constitution, and Made Us All Less Safe (2008) ISBN 978-0-307-26966-9
- Third World America: How Our Politicians Are Abandoning the Middle Class and Betraying the American Dream (2010) ISBN 0-307-71982-0
- Thrive: The Third Metric to Redefining Success and Creating a Life of Well-Being, Wisdom, and Wonder (2014) ISBN 978-0-804-14084-3
- The Sleep Revolution: Transforming Your Life, One Night at a Time (2016) ISBN 978-1-101-90400-8